# 雲里駅
雲里駅（ウンリえき、朝鮮語: 운리역）は朝鮮民主主義人民共和国慈江道前川郡にある駅で、満浦線に属する。 

## 隣の駅
満浦線
梨満駅 - 雲里駅 - 雲松駅